# 板倉町立西小学校
板倉町立西小学校（いたくらちょうりつにししょうがっこう）は、群馬県板倉町にある公立小学校である。

## 概要
校歌は、第一校歌と第二校歌の2曲存在する。第一校歌の作詞、作曲は当時の校歌制定委員会が行っており、二校歌の作詞は北山重子、作曲は宇治川一郎が行っている。

## 教育方針
グランドデザインが制定されている。「生き生きと学び、ともに成長する板倉西小学校」がスローガンとなっており、「豊かな心と自ら学ぶ意欲をもち、社会に主体的に対応できる、たくましい児童の育成に努める」という方針になっている。

## 周辺
- 板倉中央公園